# Praça do Trem

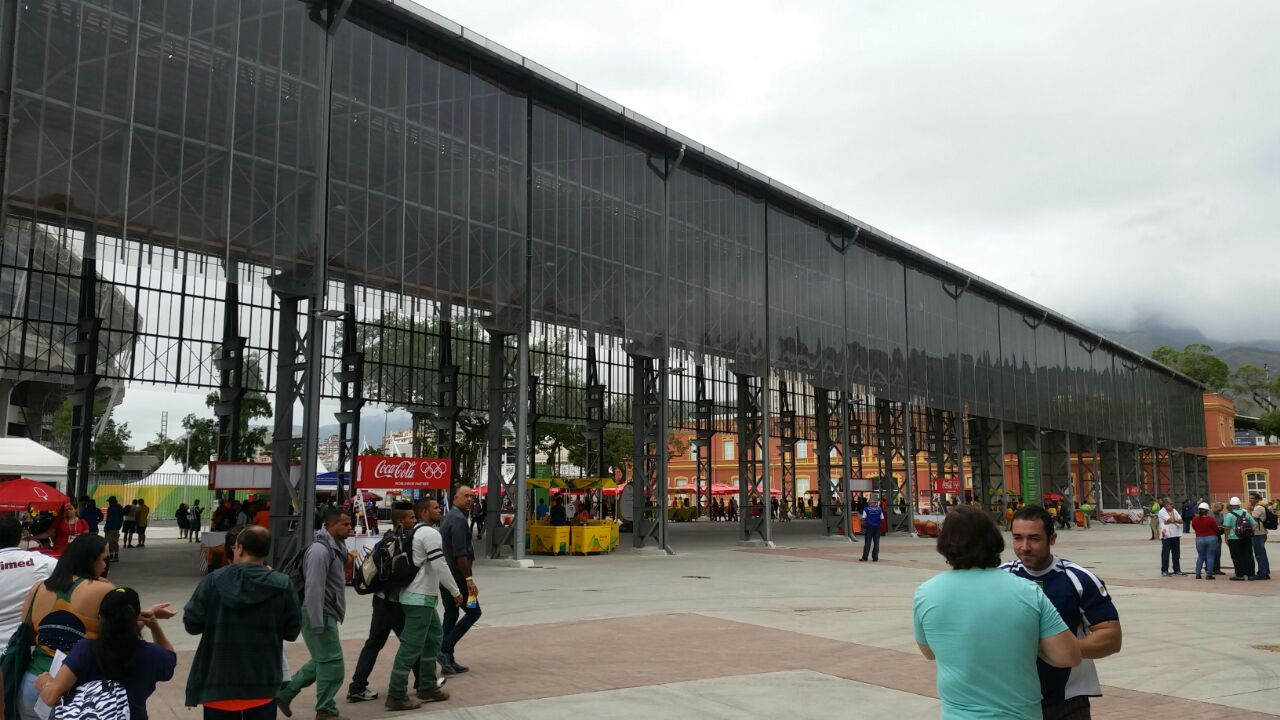
A Praça do Trem durante os Jogos Olímpicos de Verão de 2016.

A Praça do Trem, oficialmente Praça Carlos Alberto Torres, é uma praça situada no bairro do Engenho de Dentro, na Zona Norte da cidade do Rio de Janeiro. Com cerca de 35 mil m² de área, localiza-se no cruzamento da Rua José dos Reis com a Rua Arquias Cordeiro. Em frente à praça situa-se a Estação Olímpica de Engenho de Dentro, que atende às linhas Deodoro, Japeri e Santa Cruz do Sistema SuperVia. É o principal acesso ao Estádio Olímpico Nilton Santos.
A praça foi reinaugurada em 12 de maio de 2016 após ser revitalizada a fim atender à logística necessária para os Jogos Olímpicos de Verão de 2016. O logradouro teve seus galpões restaurados e recebeu: nova iluminação, com a instalação de lâmpadas de LED; novo paisagismo, com a plantação de 90 árvores respeitando a visibilidade dos galpões; nova pavimentação, com a construção de calçadas e de uma ciclovia; e reparos na rede de drenagem. Com a reurbanização, a praça passou a ser o maior espaço público da região do Grande Méier, passando a contar com cerca de 35 mil m² de área.
No dia 27 de outubro de 2016, a praça passou a ser denominada oficialmente como Praça Carlos Alberto Torres. Carlos Alberto Torres, o Capita, desempenhou, ao longo de sua vida, os ofícios de futebolista, treinador e comentarista esportivo. Conhecido por imortalizar o gesto de levantar a Taça Jules Rimet após a conquista da Copa do Mundo de 1970 pela Seleção Brasileira de Futebol, o atleta morreu em 25 de outubro de 2016 em decorrência de um infarto.

## Programa Vem pra Praça

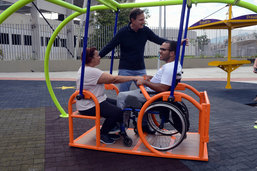
Prefeito Marcelo Crivella vistoriando um dos equipamentos do programa.

No dia 18 de novembro de 2017, o prefeito do Rio de Janeiro Marcelo Crivella lançou, em parceria com a iniciativa privada, o programa Vem pra Praça. O programa é um projeto pioneiro no país que reúne modernidade, design e tecnologia acessíveis a pessoas de todas as idades e classes sociais.
A Praça do Trem foi a primeira contemplada com o Vem pra Praça, passando a contar com academias para a terceira idade e para cadeirantes, equipamentos workout crossfit, playgrounds diferenciados para três faixas etárias, espaço de convivência com mesas de pingue-pongue e de jogos de tabuleiro e Wi-Fi gratuito. Os equipamentos do programa foram idealizados e doados pela empresa Aço Forte Brasil, que fabrica aparelhos de ginástica para academias da terceira idade.

## Pontos de interesse
Os seguintes pontos de interesse situam-se nas redondezas da Praça do Trem:
- Hospital Memorial Fuad Chidid
- Escola Municipal Bolívar
- Estádio Olímpico Nilton Santos (Engenhão)
- Museu do Trem
- Estação Olímpica de Engenho de Dentro
- Museu Cidade Olímpica
- Subestação de Energia da SuperVia